# Tunnel de Cargol
Le tunnel de Cargol est un tunnel ferroviaire de la ligne Ripoll - Puigcerdà, situé entre les gares de Planoles et de Toses, à proximité de celle-ci. Ce tunnel permet, grâce à sa forme hélicoïdale d'un seul anneau, qu'en seulement 230 mètres, le train franchisse un dénivelé de 49 mètres. Il passe de 1 314 à 1 363 m d'altitude. Les deux entrées du tunnel sont séparées par une distance horizontale de 73 m. Il a une longueur totale de 1057 mètres,.

## Histoire
Ce tunnel est devenu nécessaire lorsque le tronçon à voie unique entre Ripoll et Puigcerdà est né avec une vocation internationale, dans la mesure où il fait partie de l'axe dit transpyrénéen qui relie Puigcerdà à Latour-de-Carol et donc au réseau ferroviaire français. Il a été creusé entre 1911 et 1919. La ligne a été mise en service en 1919 entre Ripoll et Ribes de Freser; en 1922, entre Ribes et Puigcerdà; et la dernière section entre Puigcerdà et Latour-de-Carol en 1929.  